# Vernoy
Vernoy là một xã của Pháp,tọa lạc ở tỉnh Yonne trong vùng Bourgogne-Franche-Comté.
Người dân ở đây trong tiếng Pháp gọi là Vernoyens.

## Hành chính
| Danh sách các thị trưởng               |           |                   |      |         |
| Giai đoạn                              | Giai đoạn | Tên               | Đảng | Tư cách |
| 1898                                   | 1929      | Eugène Pouce      |      |         |
| 1929                                   | 1944      | Émile Garanger    |      |         |
| 1944                                   | 1971      | Eugène Labarre    |      |         |
| 1971                                   | 1983      | Régis Bedeau      |      |         |
| 1983                                   | 1989      | Gérard Bertheloot |      |         |
| 1989                                   | 2001      | Jean-Louis Pittet |      |         |
| 2001                                   | 2008      | Phillipe Génius   |      |         |
| 2008                                   | 2014      | Phillipe Génius   |      |         |
| Tất cả các dữ liệu trước đây không rõ. |           |                   |      |         |

## Thông tin nhân khẩu
| 1962                                                 | 1968 | 1975 | 1982 | 1990 | 1999 | 2008 |
| ---------------------------------------------------- | ---- | ---- | ---- | ---- | ---- | ---- |
| 137                                                  | 208  | 191  | 176  | 191  | 179  | 191  |
| Số liệu lấy từ năm 1962: Dân số không tính hai trùng |      |      |      |      |      |      |